# Амфимах (диадох)
Амфимах (др.-греч. Ἀμφίμαχος) — македонский сатрап Месопотамии и Арбелитиды, правивший в 321—317 годах до н. э. Амфимах получил свои владения во время раздела Македонской империи в Трипарадисе после Первой войны диадохов. Во время Второй войны диадохов стал на сторону Эвмена. После поражения, предположительно, был убит в числе других сатрапов по приказу Антигона.

Карта деления империи Ахеменидов на сатрапии. Владения Амфимаха расположены в центре карты

## Биография
Впервые в античных источниках Амфимах упомянут в контексте событий 321/320 года до н. э. Во время раздела Македонской империи после Первой войны диадохов Амфимах стал сатрапом Месопотамии, за исключением Вавилонии, которую возглавил Селевк, и Арбелитиды. Предыдущий сатрап Аркесилай, по мнению В. Хеккеля, возможно был сподвижником проигравшего регента Македонской империи Пердикки и поэтому утратил свой пост. Арриан при описании распределения сатрапий в Трипарадисе  назвал Амфимаха «братом царя». Г. Берве воспринял этот фрагмент дословно, предположив, что Амфимах был братом царя Филиппа III Арридея и сыном Филинны от первого брака. Другие историки, в том числе К. Ю. Белох и В. Хеккель, высказали мнение, что Амфимах был братом тёзки царя военачальника Арридея, которого древние авторы ошибочно перепутали с монархом. Они подчёркивали, что двух Арридеев спутал также Юстин при описании перевозки тела Александра Македонского в Египет. А. Миус отметил, что у историков недостаточно информации, чтобы подтвердить или опровергнуть какую-либо из этих версий.
Во время Второй войны диадохов Амфимах выступил на стороне Эвмена против Антигона. Союз с Амфимахом был крайне важным для Эвмена, так как обеспечивал его войско поставками провианта из Месопотамии. Однако, в 317 году до н. э. владения Амфимаха были захвачены Антигоном. Возможно, на место прежнего сатрапа был назначен Блитор. По другой версии, Блитор стал сатрапом после окончательной победы Антигона. Диодор Сицилийский при описании сражения при Паретакене 317/316 года до н. э. неподалеку от современного иранского Исфахана упоминал Амфимаха среди командиров в войске Эвмена. Согласно античному историку, он привёл 600 всадников, которых разместили на левом фланге. Возможно, Амфимах привёл большее количество войск, а античный историк упомянул исключительно всадников, в то время как пеших воинов «записал» в центр, который состоял из сил правителей Верхних сатрапий. После этого источники не упоминают имени Амфимаха. Возможно, он погиб при Паретакене или в последовавшей вскоре за ней битве при Габиене либо, попав в плен, был вместе с другими сатрапами казнён по приказу Антигона, либо просто бежал.

## В художественной литературе
Амфимах является одним из персонажей романа Р. В. Светлова «Прорицатель».

### Исследования
- Anson E. Eumenes of Cardia. A Greek among Macedonians (англ.). — 2nd. — Leiden; Boston: Brill, 2015. — (Mnemosyne Supplements, History and Archaeology of Classical Antiquity, vol. 383). — ISBN 978-90-04-29717-3.
- Berve H. Das Alexanderreich auf prosopographischer Grundlage (нем.). — München: C. H. Beck`sche Verlagsbuchhandlung, 1926. — Vol. 2.
- Billows R. Antigonos the One-eyed and the Creation of the Hellenistic State (англ.). — Berkeley; Los Angeles; London: University of California Press, 1997. — ISBN 0-520-06378-3.
- Carney E. D. Women and Monarchy in Macedonia (англ.). — Norman: University of Oklahoma Press, 2000. — ISBN 0-8061-3212-4.
- Heckel W. Who's Who in the Age of Alexander and his Successors. From Chaironea to Ipsos (338—301 BC) (англ.). — Barnsley: Greenhill Books, 2021. — 554 p. — ISBN 978-1-78438-648-1.
- Meeus A. What We Do Not Know About the Age of the Diadochi: the Methodological Consequences of the Gaps in the Evidence // After Alexander. The time of the diadochi (323–281 BC) (англ.) / edited by Víctor Alonso troncoso and edward M. Anson. — Oxford: Oxbow Books, 2013. — P. 84—98. — ISBN 978-1-84217-509-5.